# 2251 Tikhov
2251 Tikhov eller 1977 SU1 är en asteroid i huvudbältet som upptäcktes den 19 september 1977 av den rysk-sovjetiske astronomen Nikolaj Tjernych vid Krims astrofysiska observatorium på Krim. Den har fått sitt namn efter den ryske astronomen Gavriil Adrianovich Tikhov.
Asteroiden har en diameter på ungefär 29 kilometer.